# Mimochroa angulifascia
Mimochroa angulifascia là một loài bướm đêm trong họ Geometridae.